# Dyckia cabrerae
Espèce
Classification APG III (2009)
Dyckia cabrerae est une espèce de plantes de la famille des Bromeliaceae, endémique du Brésil et décrite en 1962 par Lyman Bradford Smith et Raulino Reitz

## Distribution
L'espèce est endémique du centre et du sud du Brésil et se rencontre dans les États de Paraná et de Santa Catarina.

## Description
Selon la classification de Raunkier, l'espèce est chamaephyte ou hémicryptophyte.